# فاریس کرمانی
فاریس کرمانی یا فارِس کرمانی از کارگردانان نامدار بریتانیایی پاکستانی و باشنده در بریتانیاست. وی دانش‌آموخته آموزشگاه فیلم لندن بوده و بیشتر مستند می‌سازد. او همچنین در زمینه دراما و تخیلی نیز فعالیت‌هایی داشته‌است. بیشتر کارهای وی در زمینه‌های سیاسی آسیای جنوبی و جهان اسلام است. وی برنامه‌هایی را برای بی‌بی‌سی و کانال ۴ و همچنین کانالهای پاکستانی ساخته است. هم‌اکنون رئیس شرکت فیلمسازی خود در لندن، به نام کرسنت فیلمز است.

## فیلم شناسی
- The Life of Muhammad (2011, BBC)[۱]
- Revelations: Muslim and Looking for Love (2009, Channel 4)
- The Seven Wonders of the Muslim World (2008, Channel 4)
- گسیلها (Dispatches) (: Between the Mullahs and the Military (2007, Channel 4)
- Dispatches: Women Only Jihad (2006, Channel 4)
- Karbala: City of Martyrs (2004, Channel 4)
- The Dynasty (1996, BBC2)
- Karachi Kops (1994, Channel 4)
- Northern Crescent (1991, Channel 4)
- Qawwali: The Sabri Brothers (1990, Channel 4)
- Baluchistan: The Gathering Storm (1987, Channel 4)
- Faiz: Poet in Troubled Times (1987, Channel 4)